# Hammersmith
Hammersmith este un district din West London, Anglia, situat la 4,3 mile (6,9 km) sud-vest de Charing Cross⁠(d). El este centrul administrativ al burgului londonez Hammersmith și Fulham și identificat în Planul Londrei drept unul dintre cele 35 de centre majore ale Londrei Mari.
Se învecinează cu districtul Shepherd's Bush⁠(d) la nord, cu districtul Kensington la est, cu districtul Chiswick la vest și cu districtul Fulham la sud, cu care formează o parte din malul de nord al râului Tamisa. Acest district reprezintă una dintre principalele zone comerciale și de ocupare a forței de muncă din partea de vest a Londrei și a devenit de câteva decenii un centru major al comunității poloneze din Londra. El este un nod important de transport pentru vestul Londrei, cu două stații de metrou și o stație de autobuz la Hammersmith Broadway⁠(d).

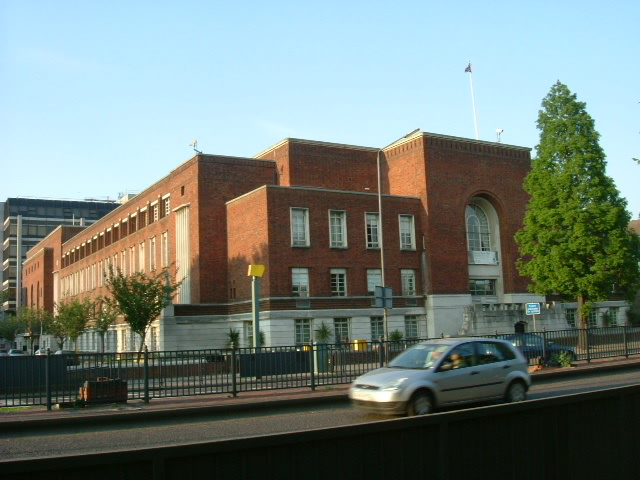
Primăria din Hammersmith

## Toponimie
Hammersmith poate însemna „(loc unde se află) o fierărie sau o forjă”, deși, în 1839, Thomas Faulkner a susținut că acest nume derivă din două cuvinte „saxone”: cuvântul inițial Ham (cu sensul de fermă sau gospodărie) și continuarea hythe (cu sensul de debarcader), care fac aluzie la situarea așezării umane Hammersmith pe malul râului Tamisa. În 1922 Gover a afirmat că prefixul era numele unei persoane, Heahmaer sau Hæmar, și că sufixul trebuie să fie de origine anglo-saxonă, provenind de la -myðe, cu sensul de confluență a două râuri, deoarece Hammersmith Creek⁠(d) se vărsa aici în Tamisa. :36 Ortografia cea mai veche este Hamersmyth și datează din 1294, iar ortografii alternative au fost Hameresmithe în 1312, Hamyrsmyth în 1535 și Hammersmith în 1675.

## Istorie
Districtul a fost mai demult un capelanat al vechii parohii civile Fulham, dar a devenit o parohie complet independentă în 1631. Prima biserică anglicană parohială din Hammersmith, care a devenit cunoscută mai târziu ca St Paul's⁠(d), a fost construită la începutul anilor 1660 de Sir Nicholas Crispe, care deținea fabrica de cărămizi din Hammersmith. Ea conținea un monument al lui Crispe, precum și un bust din bronz al regelui Carol I, realizat de Hubert Le Sueur⁠(d). Acolo a fost înmormântat Sir Samuel Morland⁠(d) în 1696. Biserica a fost reconstruită complet în 1883, iar monumentul și bustul au fost transferate în noua biserică.
În 1745, doi scoțieni, James Lee și Lewis Kennedy, au înființat Pepiniera „The Vineyard”, care avea o suprafață de peste șase acri dedicată plantelor peisagistice. În următorii 150 de ani, pepiniera a introdus multe plante noi în Anglia, inclusiv fucsia⁠(d) și Rhododendron maximum⁠(d).
Judecarea în 1804 a lui Francis Smith pentru uciderea lui Thomas Millwood în Beaver Lane, Hammersmith a reprezentat un eveniment important în istoria acestei zone. Cunoscut drept Cazul de crimă al fantomei din Hammersmith, acest proces a reprezentat un caz de referință în istoria juridică engleză.
Hammersmith era în 1868 numele unei parohii și al unui district suburban din comitatul Middlesex. Aici funcționau mai multe întreprinderi industriale precum fabrica de lămpi Osram de la Brook Green⁠(d) și fabrica J. Lyons⁠(d) (care avea la un moment dat 30.000 de angajați). În timpul celor două războaie mondiale, fabrica de mobilă Waring & Gillow⁠(d) din Cambridge Grove a produs avioane pentru Armata Britanică.
Hammersmith Borough Council a aprovizionat burgul cu electricitate încă de la începutul secolului al XX-lea prin intermediul centralei electrice Hammersmith. Odată cu naționalizarea industriei producătoare de energie electrică în 1948, rețeaua de electricitate a trecut în proprietatea British Electricity Authority⁠(d) și mai târziu a Central Electricity Generating Board⁠(d). Conectarea la rețeaua națională de electricitate a făcut ca vechea centrală electrică pe cărbune de 20 de megawați (MW) să devină inutilă. Ea a fost închisă în 1965; în ultimul său an de funcționare a livrat burgului 5.462 MWh de energie electrică.

## Economie
Hammersmith este situat la intersecția unuia dintre drumurile importante care pornesc din centrul Londrei (A4) cu mai multe drumuri locale și cu un pod peste Tamisa. Punctul focal al districtului este centrul comercial (Broadway Centre) situat în această intersecție, care găzduiește un centru comercial, o stație de autobuz, o stație de metrou și un complex de birouri.

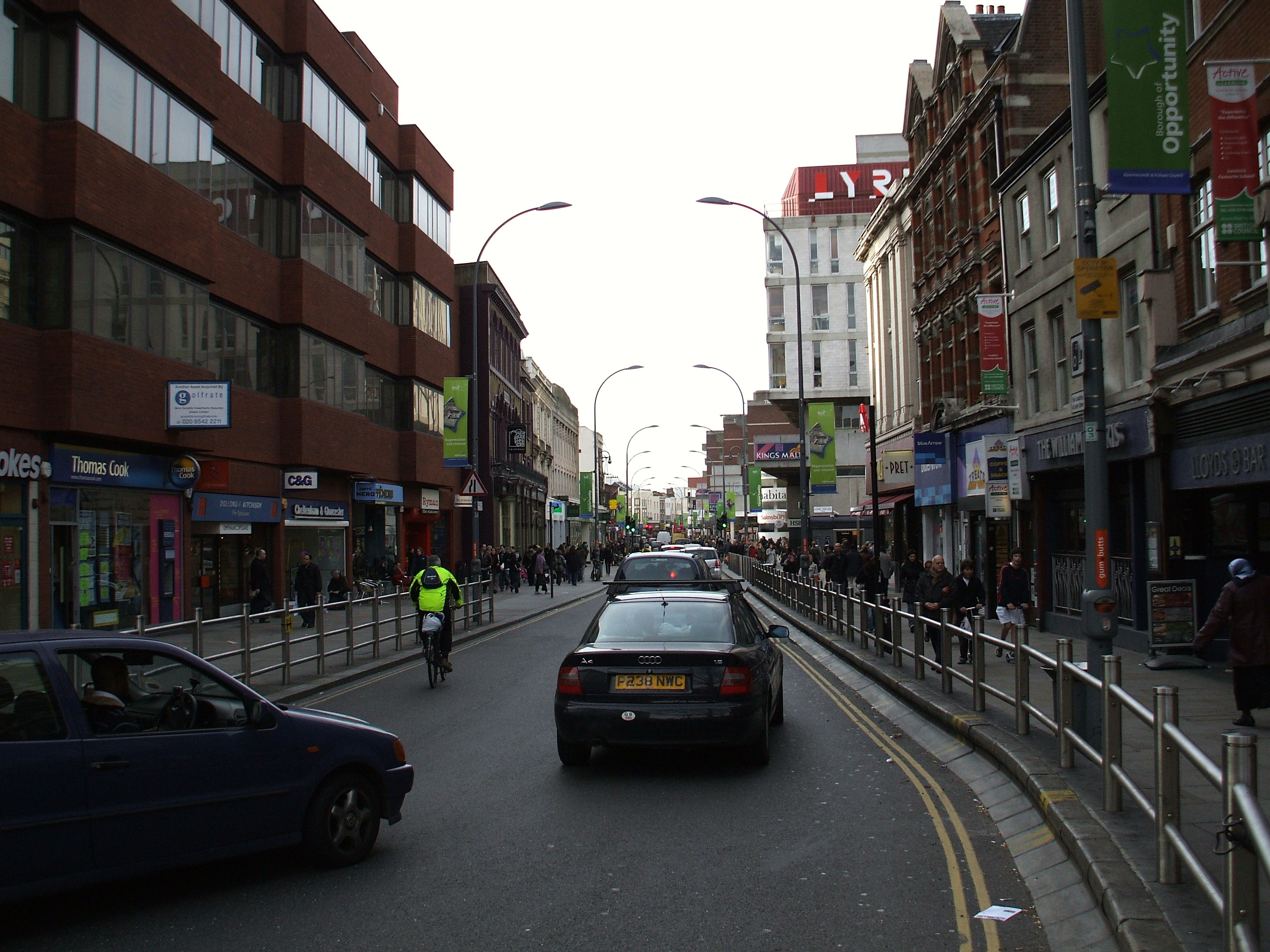
King Street

La aproximativ 750 m (820 yd) vest de centru se află King Street⁠(d), strada comercială principală din Hammersmith. Numită după John King, episcopul Londrei, ea conține un al doilea centru comercial (Livat Hammersmith⁠(d)), mai multe magazine mici, primăria districtului, Teatrul Liric, un cinematograf, centrul comunitar polonez și două hoteluri. King Street este completată de alte magazine de-a lungul Shepherds Bush Road la nord, Fulham Palace Road la sud și Hammersmith Road la est. Activitatea funcționărească din Hammersmith se desfășoară în principal în partea de est a centrului său, de-a lungul Hammersmith Road și în Ark, un complex de birouri aflat la sud de pasajul care traversează zona.
Spitalul Charing Cross de pe Fulham Palace Road este un mare spital multidisciplinar NHS, cu secții pentru tratarea urgențelor și victimelor accidentelor, precum și pentru instruirea studenților din cadrul Imperial College School of Medicine⁠(d).

## Arhitectură
Clădirea de birouri „The Ark”, proiectată de arhitectul britanic Ralph Erskine și finalizată în 1992, are o oarecare asemănare cu coca unei nave cu pânze. Hammersmith Bridge Road Surgery a fost proiectat de Guy Greenfield. Clădirea din 22 St Peter's Square⁠(d), fostul sediu al Royal Chiswick Laundry și al casei de înregistrări muzicale Island Records, a fost transformat în birouri și studiouri pentru arhitecți de către Lifschutz Davidson Sandilands⁠(d). Ea conține o placă Conservation award din partea Hammersmith Society (2009) și a fost inclusă în turnee în Săptămâna Arhitecturii. Câteva baruri din Hammersmith sunt clădiri de patrimoniu, inclusiv Black Lion⁠(d), The Dove⁠(d), The George⁠(d), The Hop Poles⁠(d), Hope and Anchor⁠(d), Salutation Inn⁠(d) și The Swan⁠(d), la fel ca și cele două biserici parohiale din Hammersmith: St Paul's⁠(d) (biserica inițială a districtului, reconstruită în anii 1890) și St Peter's (construită în anii 1820).

## Cultură și divertisment

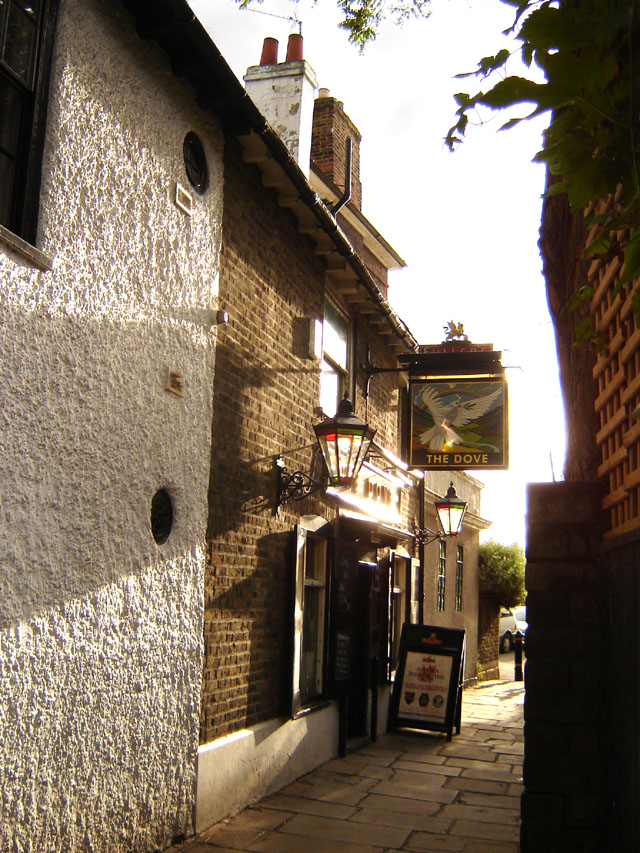
Barul Dove

Riverside Studios este un spațiu cultural care găzduiește în prezent un cinema, o sală de spectacol, un bar și o cafenea. Aici s-au aflat inițial un studio de film, care a fost folosit de BBC între 1954 și 1975 pentru realizarea unor producții de televiziune. Teatrul Lyric Hammersmith este în imediata apropiere a King Street. Sala de concert și teatrul Hammersmith Apollo⁠(d) (anterior Carling Hammersmith Apollo, Hammersmith Odeon și Cinema Gaumont) se află chiar la sud de sensul giratoriu. Fostul club de noapte Hammersmith Palais⁠(d) a fost demolat, iar în locul lui au fost construite spații de cazare pentru studenți. Asociația Socială și Culturală Poloneză se află pe King Street și conține un teatru, o galerie de artă și mai multe restaurante. Biblioteca asociației are una dintre cele mai mari colecții de cărți în limba poloneză din afara Poloniei.
The Dove este un bar de pe malul râului, care conține cea mai mică sală de bar din lume (înscrisă în lista Guinness Book of Records); acea sală există și în prezent ca un mic spațiu din dreapta barului. Barul a fost frecventat în trecut de Ernest Hemingway și Graham Greene; poetul James Thomson⁠(d) a locuit în această clădire și a scris probabil aici poemul Rule Britannia⁠(d) (1740). Aleea îngustă în care se află barul este singura rămășiță a satului Hammersmith de pe malul râului, care a fost demolat în mare parte în anii 1930. Furnivall Gardens⁠(d), care se află la est, acoperă locul unde s-au aflat mai demult Hammersmith Creek⁠(d) și High Bridge.
Activitatea de agrement se desfășoară, de asemenea, pe malul pietonal al Tamisei, care găzduiește barurile din Lower Mall, cluburile de canotaj și parcul Furnival Gardens. Hammersmith are un parc municipal, Ravenscourt Park⁠(d), la vest de zona centrală, care conține terenuri de tenis, un teren de baschet, o pistă de bowling, o piscină și locuri de joacă pentru copii.

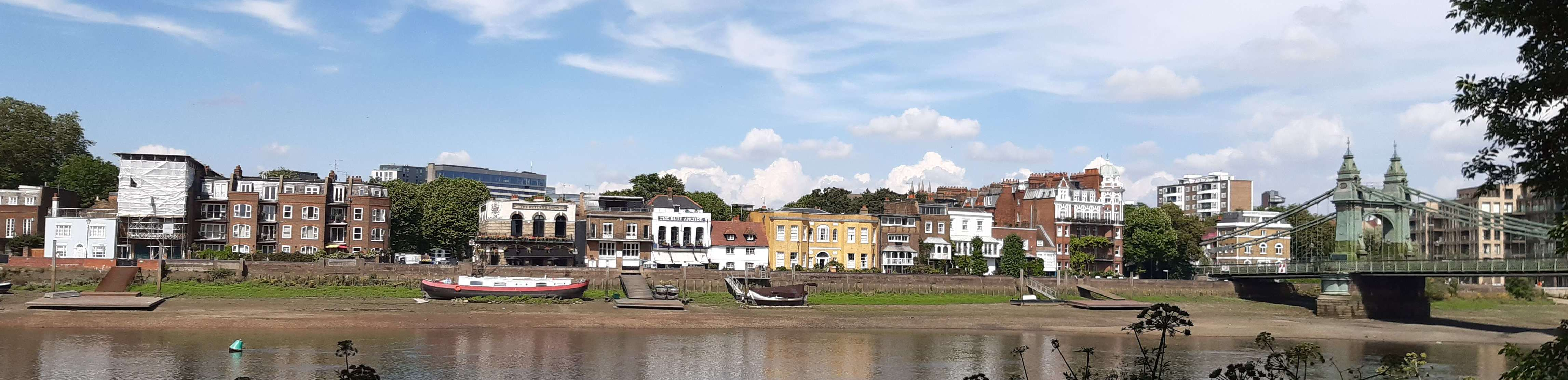
Lower Mall de pe malul pietonal al râului, cu Podul Hammersmith în dreapta

Hammersmith este locul istoric al West London Penguin Swimming and Water Polo Club⁠(d) („Clubul de înot și polo pe apă Penguin din West London”), cunoscut anterior sub numele de Hammersmith Penguin Swimming Club. Hammersmith Chess Club („Clubul de șah Hammersmith”) a fost activ în cartier încă de când a fost înființat în 1962. El a avut inițial sediul în Westcott Lodge⁠(d), a fost mutat mai târziu la Biserica St Paul's, apoi la Blythe House⁠(d) și acum în clădirea Lytton Hall din apropierea stației de metrou West Kensington.

## Transport
Zona se află pe drumul principal A4, care se îndreaptă din centrul Londrei spre vest, către autostrada M4 și Aeroportul Heathrow. A4, o rută aglomerată folosită de navetiști, trece peste intersecția rutieră principală din zonă, Hammersmith Gyratory System, pe un viaduct lung, Hammersmith Flyover⁠(d)  Podul Hammersmith a fost închis în august 2020 pentru pietoni, bicicliști și traficul rutier, întrerupând legătura cu districtul Barnes din sud-vest. Piedestalurile sale din fontă care susțin cablurile de suspensie deveniseră nesigure.
Centrul districtului Hammersmith este deservit de două stații ale metroului londonez numite Hammersmith: una este deservită de liniile Hammersmith & City și Circle, iar cealaltă este deservită de liniile Piccadilly și District. Această din urmă stație face parte dintr-o zonă mai mare de birouri, comerț și transport, cunoscută local ca „The Broadway Centre”. Hammersmith Broadway⁠(d) se întinde de la intersecția dintre Queen Caroline Street și King Street în vest până la intersecția dintre Hammersmith Road și Butterwick în est. Această arteră rutieră formează partea de nord a sistemului giratoriu, cunoscut și sub numele de Hammersmith Roundabout. Centrul comercial Broadway Shopping Centre este deservit de o stație de autobuz importantă. Pe lungimea King Street se află magazinele și birourile cele mai vestice din apropierea stației de metrou Ravenscourt Park de pe linia District, la o stație vest de Hammersmith.

## Podul Hammersmith
Primul pod Hammersmith a fost proiectat de William Tierney Clark⁠(d) și deschis în 1827 și a fost primul pod suspendat care traversa râul Tamisa. El a fost reproiectat de Joseph Bazalgette⁠(d) și redeschis în 1887. În august 2020 a fost închis pentru pietoni, bicicliști și traficul rutier, deoarece piedestalurile din fontă care susțin cablurile de suspensie au devenit nesigure. Lucrările pentru îmbunătățirea integrității structurale a podului au început în 2022.

## În literatură și muzică
Hammersmith este menționat în romanul Marile speranțe (1861) al lui Charles Dickens drept locul unde se află casa familiei Pocket. Pip locuiește cu familia Pocket în casa lor de lângă râu și merge cu barca pe apă. Romanul utopic News from Nowhere⁠(d) (1890) al lui William Morris descrie o călătorie pe râu de la Hammersmith către Oxford.
În 1930 Gustav Holst⁠(d) a compus Hammersmith, o creație muzicală pentru fanfara militară (rescrisă mai târziu pentru orchestră), care reflectă impresiile sale despre acea zonă, după ce a locuit timp de aproape patruzeci de ani peste râu în districtul londonez Barnes. Ea începe cu o reprezentare muzicală bântuitoare a râului Tamisa care curge sub Podul Hammersmith. Holst a predat muzica la St Paul's Girls' School⁠(d) și a compus acolo multe dintre cele mai faimoase lucrări ale sale, inclusiv suita The Planets⁠(d). O sală de muzică din școală îi poartă numele. Holst dedică lucrarea Hammersmith: To the Author of „The Water Gypsies”.

## Personalități

### Secolul al XVII-lea
- John Milton (1608–1674), poet[50]

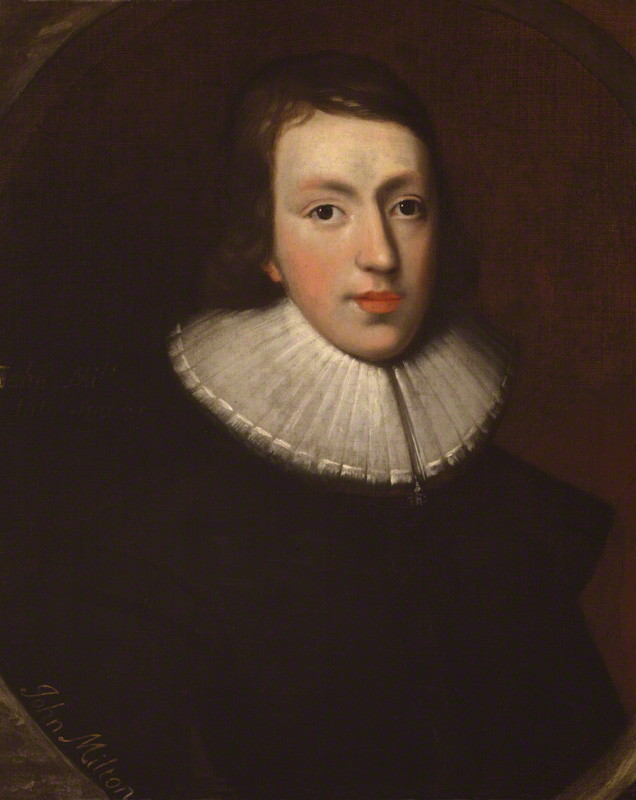
John Milton, poet

- William Sheridan (c. 1635 – 3 octombrie 1711), episcop de Kilmore și Ardagh[51]

### Secolul al XVIII-lea
- William Belsham⁠(d) (1752–1827), istoric și scriitor pe teme politice[51]
- Charles Burney (1757–1817), învățător[51]
- Caroline de Brunswick (1768–1821), prințesă și regină consoartă a lui George al IV-lea[52]
- William Crathern⁠(d) (n. 1793), compozitor[53]
- Lewis Kennedy (c. 1721 – 1782), proprietarul unei pepiniere[54]
- James Lee (1715–1795), proprietarul unei pepiniere[54]

### Secolul al XIX-lea

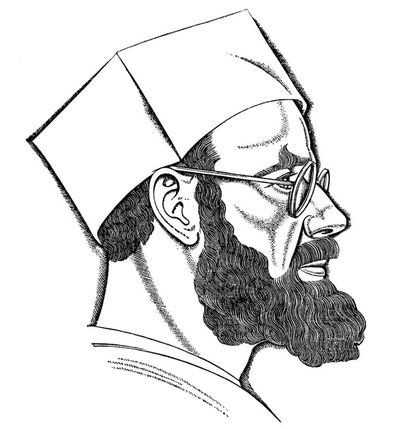
, tipograf

- Frank Brangwyn⁠(d), artist, pictor și designer, care a locuit la Temple Lodge⁠(d).[55]
- T. J. Cobden Sanderson⁠(d) (1840–1922), artist și legător de cărți[56]
- William Tierney Clark⁠(d) (1783–1852), inginer de construcții civile, proiectantul primului pod Hammersmith[57]
- Ellen și William Craft, (1826-1891, 1824-1900), militanți pentru abolirea sclaviei[58]
- Jeanne Deroin⁠(d) (1805–1894), militantă feministă și socialistă franceză[59]
- Eric Gill⁠(d) (1882–1940), tipograf și gravor[60]
- A. P. Herbert⁠(d) (1890–1971), umorist[61]
- Gustav Holst⁠(d) (1874–1934), compozitor, a predat muzica la St Paul's Girls' School⁠(d)[48]
- Leigh Hunt (1784–1859), critic, eseist, poet și scriitor[51]
- Edward Johnston⁠(d) (1872–1944), savant, creditat cu renașterea interesului pentru caligrafie[62]
- William Morris (1834–1896), artist, scriitor și activist socialist[63]
- Ouida⁠(d) (Maria Louise Ramé, 1839–1908), romancieră[64]
- Francis Ronalds⁠(d) (1788–1873), inventator, care a construit primul telegraf funcțional la Hammersmith Mall[65]
- Frederic George Stephens⁠(d) (1827–1907), critic de artă[66]
- Emery Walker⁠(d) (1851–1933), gravor și tipograf[67]
- Christopher Whall⁠(d) (1849–1924), artist specializat în realizarea vitraliilor[68]
- Evelyn Whitaker⁠(d) (1844–1929), scriitoare de cărți pentru copii[69]
- George Wimpey (1855–1913), pietrar, fondator al unei companii de construcții[70]

### 1900–1945

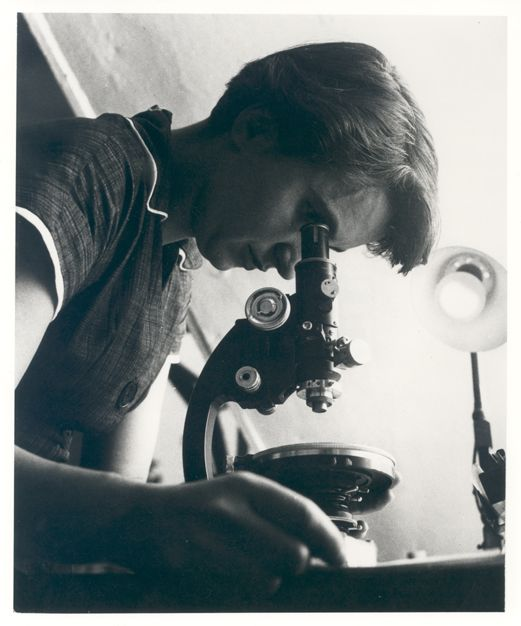
Rosalind Franklin, chimistă

- George Devine⁠(d) (1910–1966), actor, regizor și director de teatru[71]
- Mary Fedden⁠(d) (1915–2012), artistă[72]
- Rosalind Franklin (1920–1958), chimistă specializată în cristalografia cu raze X[73][74]
- Jocelyn Herbert⁠(d) (1917–2003), scenografă[75]
- Helen Mirren (n. 1945), actriță[76]
- Maurice Murphy (1935–2010), cântăreț la trompetă[77]
- Eric Newby⁠(d) (1919–2006), autor de literatură de călătorie[78]
- Eric Ravilious⁠(d) (1903–1942), artist[79][80]
- Tony Richardson (1928–1991), regizor de teatru și film[81]
- Diana Rigg (1938–2020), actriță[82]
- Vidal Sassoon⁠(d) (1928–2012), hairstylist[83]
- Labi Siffre⁠(d) (n. 1945), muzician[84]
- Julian Trevelyan⁠(d) (1910–1988), artist[85]

### 1946–2000
- Alfie Allen⁠(d) (n. 1986), actor[86]

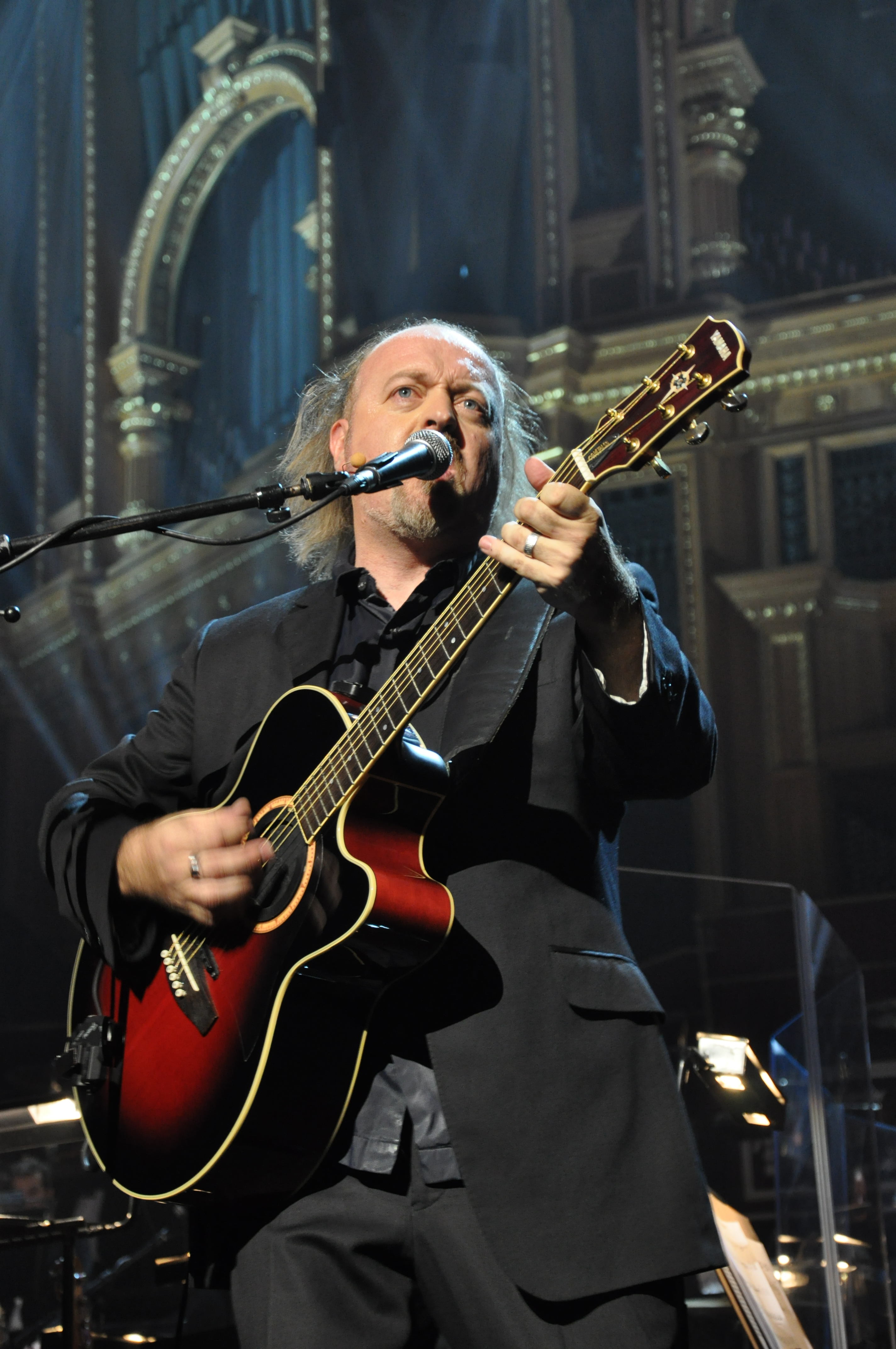
, comedian

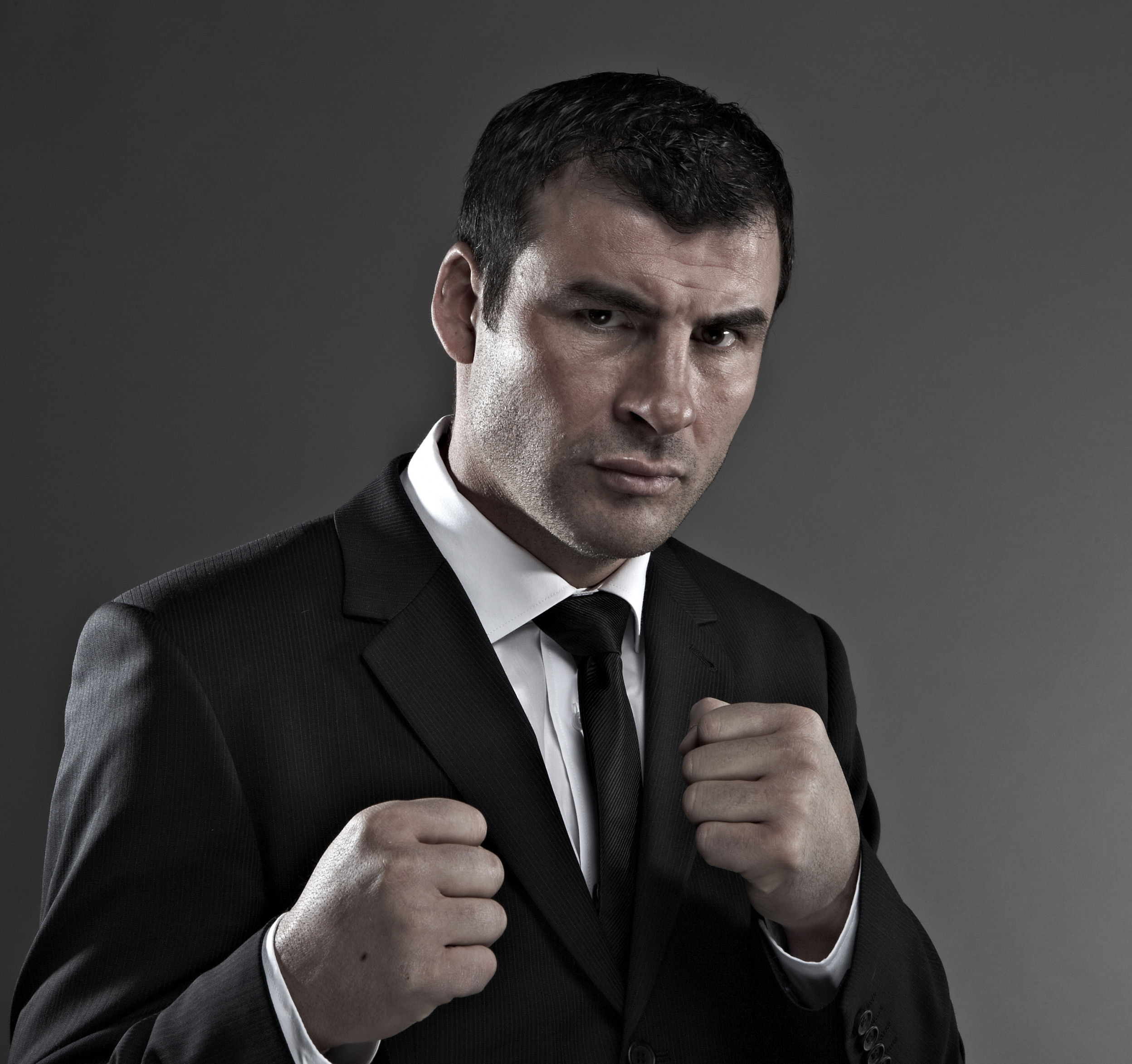
, boxer

- Lily Allen (n. 1985), cântăreață de muzică pop[87]
- Richard Ayoade⁠(d) (n. 1977), actor și comedian[88]
- Bill Bailey⁠(d) (n. 1964), comedian[89]
- Sacha Baron Cohen (n. 1971), comedian și actor[90]
- Marcus Bent⁠(d) (n. 1978), fotbalist[91]
- Joe Calzaghe⁠(d) (n. 1972), boxer[92]
- Parosha Chandran⁠(d) (n. 1969), avocată pentru drepturile omului[93]
- Sebastian Coe (n. 1956), atlet și politician[94]
- Marie Colvin⁠(d) (1956–2012), jurnalistă[95]
- Benedict Cumberbatch (n. 1976), actor[96]
- James DeGale (n. 1986), boxer[97]
- Cara Delevingne (n. 1992), fotomodel și actriță[98]
- Emerald Fennell (n. 1985), actriță, regizoare și producătoare de film[99]
- Ralph Fiennes (n. 1962), actor[100]
- Emilia Fox (n. 1974), actriță[101]
- Hugh Grant (n. 1960), actor[102]
- Michael Gove (n. 1967), politician[103]
- George Groves⁠(d) (n. 1988), boxer[104]
- Tom Hardy (n. 1977), actor[105]
- Miranda Hart⁠(d) (n. 1972), actriță[106]
- Sophie Hunter⁠(d) (n. 1978), regizoare de spectacole de teatru și operă[107]
- James May (n. 1963), prezentator de televiziune[108]
- Barbara Mayo⁠(d) (1946–1970), victimă a unei crime nerezolvate[109]
- Douglas Murray (n. 1979), scriitor și jurnalist[110]
- Gary Numan (n. 1958), muzician[111]
- Scott Overall⁠(d) (n. 1983), maratonist[112]
- Stuart Pearce⁠(d) (n. 1962), fotbalist[113]
- Rosamund Pike (n. 1979), actriță[114]
- Stephen Poliakoff⁠(d) (n. 1952), dramaturg[115]
- Imogen Poots (n. 1989), actriță[116]
- Toby Regbo⁠(d) (n. 1991), actor[117]
- Alan Rickman (1946–2016), actor[118]
- Luke Stoughton (n. 1977), jucător de cricket[119]
- Estelle Swaray (n. 1980), cântăreață de muzică rap[120]
- Suki Waterhouse⁠(d) (n. 1992), actriță și fotomodel[121]
- Alan Wilder (n. 1959), muzician, compozitor, aranjor de muzică electronică[122]